# Horsgölen (Målilla socken, Småland)
Horsgölen är en sjö i Hultsfreds kommun i Småland och ingår i Emåns huvudavrinningsområde.